# Escudo de la provincia de Tierra del Fuego, Antártida e Islas del Atlántico Sur
El Escudo de Tierra del Fuego, Antártida e Islas del Atlántico Sur es el escudo oficial de la provincia argentina homónima, fue aprobado en 1992 cuando el entonces Territorio Nacional ya había ascendido a la categoría de provincia, en 1990, por ley 23775. Fue diseñado por la DCV. Rosana Giménez, y elegido por concurso. Previamente se usaba el escudo de Argentina como símbolo del carácter federal del territorio.

## Descripción
Por comunicado de la Secretaría de Gobierno y Trabajo del 4 de febrero de 1993, se detalló la heráldica del escudo de la siguiente manera:

...resalta al [albatros], tan abundante en la región, en su actitud de vuelo. El fuego, cerrándolo todo, como el elemento que acompaña desde sus orígenes a los habitantes. El sol, Astro Rey, simboliza la totalidad del hombre. La montaña nevada, característica de la región cercana a la cordillera. El agua, elemento presente en los cuatro puntos cardinales y el pingüino, como ejemplar representativo de la fauna austral.

El escudo está compuesto por un óvalo central que tiene en el campo inferior la figura de cuatro pingüinos emperador, dos mirando a diestra y dos a siniestra, ubicándose detrás de ellos el mar; en el campo superior se observa un pico nevado sobre el que asoma un sol naciente de diez rayos. Rodeando el óvalo se encuentra una línea roja estilizada que forma diez llamas de fuego, cinco a cada lado del óvalo. Cerrando el escudo se ubica una serie de líneas azules que forman la figura de un albatros, ave emblemática de la zona, en actitud de volar. El albatros también está presente en la bandera provincial.
De acuerdo con el reclamo argentino, el escudo también es oficial en la Antártida Argentina y las Islas del Atlántico Sur, que son a efectos jurisdiccionales departamentos de la provincia. El escudo es de color blanco, amarillo, negro, rojo, azul y un tono de gris.